# Jacobo Svetoslav
Jacobo Svetoslav (en búlgaro: Яков Светослав, Yakov Svetoslav; alrededor de las décadas de 1210/1220-1275 o 1276/1277) fue un destacado noble búlgaro (boyardo) originario de uno de los principados rus' colindantes con el Imperio búlgaro en esa época. Después de haber recibido el título de déspota, Jacobo gobernó una extensa zona de forma semiautónoma, probablemente con capital en la ciudad de Sofía. Buscando una mayor independencia para reclamar el título de emperador de Bulgaria, cambió dos veces de lealtad, otorgándosela ora a los búlgaros, ora al Reino de Hungría. Los húngaros, a su vez, le reconocieron el título real y lo aceptaron como vasallo y señor de Vidin (en la Edad Media, Bdin).

## Déspota búlgaro

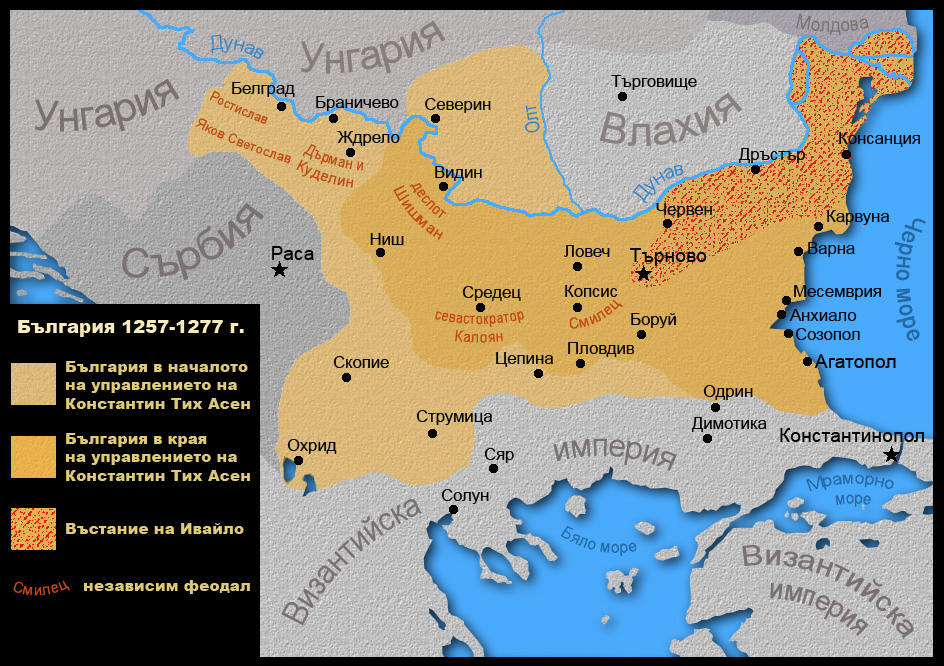
Mapa del segundo imperio búlgaro (1257-1277)

Se desconoce el origen exacto de Jacob Svetoslav, aunque se sabe que bien fue un noble ruso o hijo de uno. Probablemente él —o quizá ya su padre— llegó a Bulgaria como parte de los grupos de rusos que huían de la invasión mongola de Rusia en la primera mitad del siglo XIII. Plamen Pavlov supone que era descendiente de los príncipes (knez) de la Rus de Kiev y calcula que nació en la década de 1210 o en la de 1220.
A finales de la década de 1250, era ya un noble influyente. Desposó a una hija de Teodoro II Láscaris y de su esposa, la hija de Iván Asen II Helena Asenina. En 1261 era ya déspota, un título importante de la nobleza búlgara. Es probable que lo obtuviese de su propio soberano, el zar de Bulgaria, y no del emperador bizantino, posiblemente de Constantino Tij. Jacobo Svetoslav estaba muy ligado a la corte y era fiel a Constantino. Por ello, este le otorgó un territorio que debió estar situado al sur de Vidin, al oeste del Imperio. Según las fuentes bizantinas, sus tierras se hallaban cerca de los montes Balcanes, en los alrededores de Sofía, entre los territorios húngaros del norte y Macedonia al sur.
En 1261, mandó las fuerzas búlgaras que se enfrentaron a las húngaras cerca de Severin (en la Valaquia occidental), y es probable que en 1262 combatiese con los bizantinos, ya que un ejército bizantino penetró en sus tierras al año siguiente durante una ofensiva contra los búlgaros. 
Los lazos que mantuvo con su tierra de origen quedan patentes por su petición al patriarca de una copia del Nomocanon, que envió al metropolitano de Kiev, Cirilo III. La carta que acompañaba al regalo llamaba al metropolitano «obispo de todas la tierras rusas [...] de mis antepasados» y acaba con un pasaje en el que Svetoslav se titula déspota búlgaro. En las monedas que acuñó, aparece la imagen de san Demetrio de Tesalónica y la de sí mismo en atuendo militar, portando un casco y blandiendo una espada.

## Señor búlgaro y húngaro de Vidin

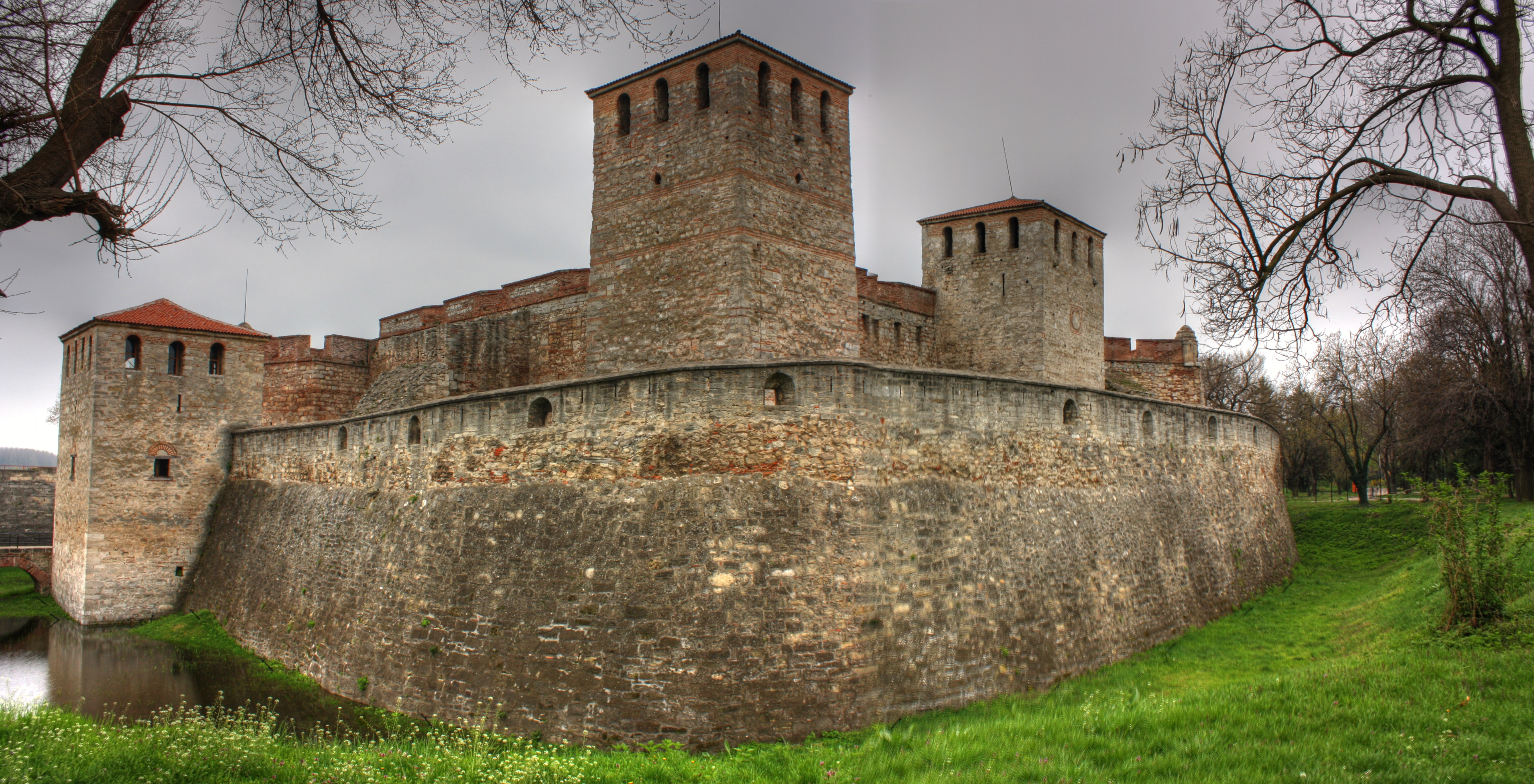
El castillo de Baba Vida en Vidin, ciudad que se considera habitualmente fue la capital de Jacobo Svetoslav.

En 1263, la situación política búlgara era inestable: Constantino se enfrentaba tanto a su predecesor en el trono Mitso Asen como a una gran invasión bizantina. Como Constantino no pudo acudir en auxilio de Svetoslav cuando lo acometieron los bizantinos, este solicitó el socorro de su vecino del norte, el rey de Hungría Esteban V. Los húngaros no solo expulsaron a los bizantinos de las tierras de Svetoslav, sino que penetraron en territorio imperial. Una vez desvanecida la amenaza bizantina, Svetoslav se sometió a la autoridad del monarca magiar. Esteban V le entregó como feudo la provincia de Vidin, bañada por el Danubio y que antes había gobernado el difunto Rostislav Mijáilovich —también vasallo de los húngaros—, al tiempo que le permitía conservar también las tierras que hasta entonces había poseído más al sur. Este nombramiento de Svetoslav como señor de la ciudad y vasallo del rey húngaro impidió que Bulgaria la recuperase ese año de 1263.
En 1264, no obstante, Hungría se sumió en una nueva guerra civil que enfrentó a Esteban V con su padre, Bela IV de Hungría. Temiendo que los búlgaros aprovechasen la debilidad húngara para atacarlo por su cambio de lealtades y que la victoria de Bela le privase de la protección magiar, en 1265 Svetoslav volvió a someterse a los búlgaros, admitiendo la autoridad de Constantino Tij. Este y Svetoslav cruzaron el Danubio ese mismo año para atacar las fortalezas húngaras de la comarca ribereña. En la primavera de 1266, empero, Esteban V había recuperado el poder en Hungría y eliminado a su rival y el 23 de junio reconquistó Vidin a Svetoslav tras un corto asedio. Dos ejércitos húngaros talaron la provincia homónima y alcanzaron las tierras de Constantino Tij. La resistencia búlgara no pudo impedir que los magiares se apoderasen de algunas ciudades como Pleven. Pese al cambio de lealtades de Svetoslav, los húngaros le devolvieron el gobierno de la región de Vidin, nuevamente como vasallo. En 1266, aparece incluso nombrado como «zar de los búlgaros» (imperator Bulgarorum) en algunas fuentes húngaras, posiblemente con el fin de atizar la rivalidad entre él y Constantino Tij por el cetro búlgaro, o quizá simplemente para adular a Svetoslav.

## Sometimiento final a Bulgaria y fallecimiento
Al morir Esteban V en 1272, le sucedió en el trono húngaro su hijo Ladislao IV, aún niño, cuya regente fue su madre, Isabel la Cumana. Por entonces Svetoslav era todavía el señor de Vidin, que gobernaba como vasallo del rey magiar. Posiblemente en 1273, dos nobles búlgaro-cumanos, Darman y Kudelin, acabaron con el dominio húngaro en la región de Braničevo, situada al oeste de las tierras de Svetoslav, lo que cortó las comunicaciones de este con Hungría. Aislado y temeroso de que los búlgaros lo atacasen desde el este, Svetoslav volvió a reconocer la autoridad del soberano búlgaro. Acudió a la capital búlgara, Tarnovo, a negociar su sometimiento con la esposa de Constantino Tij, María Paleóloga Cantacucena, que ostentaba por entonces gran poder en el imperio debido a la parálisis que aquejaba a su esposo.
En Tarnovo María adoptó a Svetoslav como segundo hijo —el primero era el heredero, Miguel Tij—, pese a ser mucho más joven que este. Esta adopción estrechó los lazos entre Svetoslav y la corte y le permitió a aquel conservar sus tierras como vasallo del zar. Svetoslav, sin embargo, maquinaba apoderarse del trono tras derrocar a su hermanastro Miguel cuando falleciese Constantino Tij. Se cree que María lo envenenó al sospechar su felonía. Murió en 1275 o 1276/1277, poco antes del estallido de la rebelión de Ivailo.
Aunque el destino que corrió la ciudad de Vidin es incierto, se sabe que al menos parte de las tierras de Svetoslav volvieron a manos del zar a su muerte. Uno de estos territorios fue la región de Svrljig, al suroeste de Vidin, que en 1278 aparece en los documentos como perteneciente a Bulgaria.